# Lea Myren
Lea Mathilde Skar-Myren (Elverum, Provincia de Hedmark, Noruega, 21 de abril de 2001) es una actriz y modelo noruega.
Se dio a conocer por su papel de Maya en la serie dramática de NRK Jenter (2013-2015; 2018). Más tarde interpretó a Jeanette en la comedia de NRK It's All Relatives (a partir de 2020) y a Monica "Tatærn" Larsen en la serie dramática de TV 2 Kids in Crime (a partir de 2022). En 2025, interpretó a Elvira en The Ugly Stepsister, estrenada en el Festival de Cine de Sundance.
También ha tenido papeles secundarios en varias series de NRK, como la comedia de situación Side om side (2018) y el drama juvenil Blank (2019).

## Primeros años y educación
Nació el 21 de abril de 2001 en Elverum, y creció en Hamar y Oslo, Noruega. Es hija de la investigadora Ane-Marthe Skar (nacida en 1980). Asistió a la escuela secundaria superior Fyrstikkalleen School antes de estudiar arte dramático en el Colegio Hartvig Nissen, donde se graduó en 2020. Posteriormente estudió teatro físico en L'École Internationale de Théâtre Jacques Lecoq de París.

## Trayectoria
Debutó en televisión en 2009 en la serie infantil de NRK Superia, donde participó en segmentos que guiaban a los espectadores a través de un videojuego. En 2013 interpretó el papel protagonista de Maya en la primera temporada de la serie dramática de NRK Jenter. Permaneció en el papel hasta 2015, cuando la serie pasó a centrarse en un nuevo grupo de amigos liderado por la hermana de Maya. A partir de entonces, hizo apariciones ocasionales en la serie.
En 2018 tuvo un papel secundario en la sitcom de NRK Side om side. Al año siguiente, apareció en el drama juvenil Blank y en la comedia de situación Allerud VGS. Ese mismo año, tuvo un papel de fondo en la obra "Dottera" en el Det Norske Teatret, y trabajó como directora de iluminación para Nissenrevyen. En 2020 interpretó el papel protagonista de Jeanette en la comedia de NRK It's All Relatives.
En 2021 trabajó como modelo para la marca de ropa Also Worldwide. Ese mismo año debutó en el largometraje con Aldri i livet, y apareció en el vídeo musical de la canción de Kristian Skylstad "Never Lose That Childish Glow in Your Eyes".
En 2022 interpretó a Monica "Tatærn" Larsen en la serie dramática de TV 2 Kids in Crime. En su segunda temporada, estrenada en 2024, se convirtió en el personaje central de la serie y también ejerció de narradora. Kids in Crime ganó cuatro premios en Gullruten 2023. Fue nominada al Gullruten 2025 en la categoría de "Mejor Actor Protagonista - Drama" por su interpretación en la serie.
En 2025 interpretó a Elvira en The Ugly Stepsister, una coproducción internacional entre Noruega, Polonia, Suecia y Dinamarca. La película se estrenó en el Festival de Sundance de 2025.

## Filmografía

### Televisión
| Año             | Título             | Papel                  | Notas |
| --------------- | ------------------ | ---------------------- | --- |
| 2009            | Superia            | Ella misma             | Presentadora del programa                                                                                    |
| 2013-2015; 2018 | Jenter             | Maya                   | Papel protagonista (temporada 1) Papel secundario (temporadas 2-5) Estrella invitada especial (temporada 10) |
| 2013            | Julemorgen         | Ella misma             | Invitada |
| 2014–2015       | Superkrim          | Herself                | 2 episodios                                                                                                  |
| 2018            | Side om side       | Sofie                  | Episodio: "Foreldrekonflikt"                                                                                 |
| 2019            | Blank              | Jenny                  | 2 episodios                                                                                                  |
| 2020            | Allerud VGS        | Allergic               | Episodio: "Verdensblikk"                                                                                     |
| 2020–present    | It's All Relatives | Jeanette               | Papel protagonista                                                                                           |
| 2021            | Maxitaxi Driver    | Ingrid                 | 2 episodios                                                                                                  |
| 2022            | Venner fra før     | Indie                  | 5 episodios                                                                                                  |
| 2022-presente   | Kids in Crime      | Monica "Tatærn" Larsen | Papel protagonista                                                                                           |
| 2023            | Kø                 | Sandra                 | Episodio: "Oslo"                                                                                             |

### Cine
| Año  | Título              | Papel  | Notas                                                                                 | Ref.   |
| ---- | ------------------- | ------ | ------------------------------------------------------------------------------------- | ------ |
| 2021 | Aldri i Livet       | Liv    | Película de licenciatura en Westerdals Oslo ACT - Escuela Universitaria de Kristiania |        |
| 2025 | The Ugly Stepsister | Elvira | Estreno en el Festival de Sundance de 2025 el 23 de enero                             | [ 31 ] |

### Vídeos musicales
| Año  | Vídeo                                        | Artista           | Ref.          |
| ---- | -------------------------------------------- | ----------------- | ------------- |
| 2021 | "Never Lose That Childish Glow in Your Eyes" | Kristian Skylstad | [ 24 ] [ 25 ] |

### Comerciales
| Año  | Producto                               | Ref.   |
| ---- | -------------------------------------- | ------ |
| 2017 | Childhood por Margreth Olin            | [ 32 ] |
| 2018 | Copa Mundial de Fútbol de 2018 en TV 2 |        |
| 2019 | "Stemmer verdt å lytte til" por iceUng | [ 33 ] |